# Eriophyidae
Eriophyidae zijn  een familie van mijten. Bij de familie zijn circa 270 geslachten en ruim 3700 soorten ingedeeld.

## Kenmerken
De galmijten in deze familie hebben slechts twee paar poten, wat hen onderscheidt van andere mijten, die normaal gesproken vier paar poten hebben. Het lichaam is langwerpig, wormvormig en geringd of voorzien van vele rugplaten. De darm is eenvoudig, er zijn geen zakjes van de darm. Hart- en bloedsomloopsystemen ontbreken, wat zorgt voor de zeer kleine lichaamsgrootte. De chelicerae worden gebruikt om te zuigen. De galmijten zijn erg klein, de grootste bereiken een lengte van 0,3 mm en de kleinste 0,08 mm.

## Taxonomie
De volgende taxa zijn bij de familie ingedeeld: (Nog niet compleet)
- Onderfamilie EriophyidaeIncertae
  -  Geslacht Scutalophus Knihinicki & Boczek, 2003
    - Scutalophus mallacootensis Knihinicki & Boczek, 2003
- Onderfamilie Aberoptinae Keifer, 1966
- Onderfamilie Ashieldophyinae Mohanasundaram, 1985
- Onderfamilie Cecidophyinae Keifer, 1966
- Onderfamilie Eriophyinae Nalepa, 1898
- Onderfamilie Nothopodinae Keifer, 1956
- Onderfamilie Phyllocoptinae Nalepa, 1898

## In Nederland waargenomen soorten
- Genus: Acalitus
  - Acalitus brevitarsus - (Elzenviltmijt)
  - Acalitus calycophthirus - (Berkenknopmijt)
  - Acalitus essigi - (Bramengalmijt)
  - Acalitus longisetosus - (Rode berkenbladmijt)
  - Acalitus phloeocoptes - (Pruimenschorsmijt)
  - Acalitus phyllereus - (Rossigvilt-elzenmijt)
  - Acalitus plicans - (Beukenbladplooimijt)
  - Acalitus rudis - (Berkenviltmijt)
  - Acalitus stenaspis - (Beukenbladrolmijt)
- Genus: Acaricalus
  - Acaricalus trinotus - (Elzenbladmijt)
- Genus: Aceria
  - Aceria anceps - (Ereprijsmijt)
  - Aceria artemisiae - (Bijvoetmijt)
  - Aceria brachytarsus - (Walnoothoorntjesmijt)
  - Aceria brevirostris - (Vleugeltjesbloemmijt)
  - Aceria calathina - (Boerenwormhoofdjesmijt)
  - Aceria campestricola - (Iepenknobbelmijt)
  - Aceria carinifex - (Esdoornbladmijt)
  - Aceria centaureae - (Knoopkruidmijt)
  - Aceria cephalonea - (Esdoornknobbelmijt)
  - Aceria cerrea - (Moseikmijt)
  - Aceria convolvuli - (Windemijt)
  - Aceria cornuta - (Gehoornde grasaarmijt)
  - Aceria destructor - (Tripmadammijt)
  - Aceria dispar - (Populierenrozetmijt)
  - Aceria drabae - (Hongerbloempjesmijt)
  - Aceria echii - (Slangenkruidmijt)
  - Aceria empetri - (Kraaiheidemijt)
  - Aceria enantha - (Zandblauwtjesmijt)
  - Aceria erinea - (Okkernootviltmijt)
  - Aceria euaspis - (Rolklavermijt)
  - Aceria eupatorii - (Leverkruidmijt)
  - Aceria euphrasiae - (Ogentroostmijt)
  - Aceria exigua - (Struikheidemijt)
  - Aceria fraxinivora - (Bloemkoolgal)
  - Aceria galiobia - (Walstropeertjesmijt)
  - Aceria genistae - (Brembolletjesmijt)
  - Aceria geranii - (Ooievaarsbekmijt)
  - Aceria gymnoproctus - (Kaasjeskruidmijt)
  - Aceria heteronyx - (Noorse esdoornmijt)
  - Aceria hippophaena - (Duindoornmijt)
  - Aceria hypochoerina - (Biggenkruidmijt)
  - Aceria ilicis - (Steeneikmijt)
  - Aceria iteina - (Gesteelde wilgwratmijt)
  - Aceria labiatiflorae - (Marjoleinmijt)
  - Aceria laticincta - (Wederikmijt)
  - Aceria leioprocta - (Kruiskruidmijt)
  - Aceria loewi - (Vliermijt)
  - Aceria lycopersici - (Tomatenmijt)
  - Aceria macrochela - (Esdoornnerfhoekmijt)
  - Aceria macrocheluserinea - (Esdoornviltmijt)
  - Aceria macrorhyncha - (Esdoornhoornmijt)
  - Aceria macrotuberculata - (Valeriaanmijt)
  - Aceria massalongoi
  - Aceria megacera - (Watermuntbloesemmijt)
  - Aceria mentharia - (Akkermuntbloesemmijt)
  - Aceria myriadeum - (Spaanse aakknobbelmijt)
  - Aceria nalepai - (Elsgalmijt)
  - Aceria nervisequa - (Beukenbladviltmijt)
  - Aceria ononidis - (Stalkruidmijt)
  - Aceria oxalidis - (Klaverzuringmijt)
  - Aceria peucedani - (Melkeppemijt)
  - Aceria pilosellae - (Muizenoortjesmijt)
  - Aceria plicator - (Klaverbloemmijt)
  - Aceria populi - (Peppelbloemkoolmijt)
  - Aceria pseudoplatani - (Gewone esdoornmijt)
  - Aceria rechingeri - (Streepzaadmijt)
  - Aceria rosalia
  - Aceria rudis
  - Aceria sanguisorbae - (Pimpernelmijt)
  - Aceria schlechtendali - (Reigersbekmijt)
  - Aceria silenes - (Silenemijt)
  - Aceria silvicola
  - Aceria solida - (Andoornmijt)
  - Aceria squalida - (Duifkruidmijt)
  - Aceria tenella - (Haagbeuknerfhoekmijt)
  - Aceria tenuis - (Gewone grasaarmijt)
  - Aceria thomasi - (Tijmrozetmijt)
  - Aceria trifolii - (Klavermijt)
  - Aceria tristriata - (Walnootpokmijt)
  - Aceria tuberculata - (Boerenwormkruidbladmijt)
  - Aceria ulmi - (Iepenvlekmijt)
  - Aceria unguiculata - (Buxustopmijt)
  - Aceria varia - (Populierenviltmijt)
  - Aceria vitalbae - (Bosrankmijt)
- Genus: Aculops
  - Aculops allotrichus - (Robiniamijt)
  - Aculops lycopersici - (Tomatengalmijt)
  - Aculops macrotrichus - (Haagbeukkromnerfmijt)
  - Aculops pedicularis - (Kartelbladmijt)
- Genus: Aculus
  - Aculus aegirinus
  - Aculus anthobius - (Walstrosponsjesmijt)
  - Aculus convolvuli - (Heggewindenmijt)
  - Aculus craspedobius - (Grauwe wilgbladrandmijt)
  - Aculus epiphyllus - (Essenbladpokmijt)
  - Aculus fockeui - (Pruimenroestmijt)
  - Aculus fraxini - (Essenbladrolmijt)
  - Aculus gemmarum - (Wilgrozetmijt)
  - Aculus hippocastani - (Paardenkastanjemijt)
  - Aculus laevis - (Grauwe wilgwratmijt)
  - Aculus magnirostris - (Schietwilgbladrandmijt)
  - Aculus minor - (Tijmbezemmijt)
  - Aculus minutus - (Walstrobloesemmijt)
  - Aculus reticulatus
  - Aculus retiolatus - (Vogelwikkemijt)
  - Aculus rigidus - (Paardenbloemmijt)
  - Aculus schmardae - (Klokjesmijt)
  - Aculus scutellariae - (Glidkruidmijt)
  - Aculus tetanothrix - (Schietwilgwratmijt)
  - Aculus truncatus
  - Aculus xylostei - (Kamperfoeliemijt)
- Genus: Callyntrotus
  - Callyntrotus granulata - (Rozenbladmijt)
- Genus: Cecidophyes
  - Cecidophyes galii - (Walstrobladmijt)
  - Cecidophyes gymnaspis
  - Cecidophyes lauri
  - Cecidophyes nudus - (Nagelkruidmijt)
  - Cecidophyes potentillae - (Zilverschoonplooimijt)
  - Cecidophyes psilocranus - (Walstromijt)
  - Cecidophyes psilonotus
  - Cecidophyes violae - (Vioolmijt)
- Genus: Cecidophyopsis
  - Cecidophyopsis atrichus - (Muurrondknopmijt)
  - Cecidophyopsis betulae - (Berkenbladknobbelmijt)
  - Cecidophyopsis psilaspis - (Taxusrondknopmijt)
  - Cecidophyopsis ribis - (Besrondknopmijt)
  - Cecidophyopsis ruebsaameni - (Lavendelheirondknopmijt)
  - Cecidophyopsis selachodon - (Aalbesrondknopmijt)
  - Cecidophyopsis vermiformis - (Hazelaarrozetmijt)
- Genus: Colomerus
  - Colomerus vitis - (Druivenviltmijt)
- Genus: Epitrimerus
  - Epitrimerus gibbosus - (Bramenviltmijt)
  - Epitrimerus trilobus - (Vlierbladmijt)
- Genus: Eriophyes
  - Eriophyes arianus - (Meelbesmijt)
  - Eriophyes aroniae - (Appelbesmijt)
  - Eriophyes crataegi - (Meidoornpokmijt)
  - Eriophyes distinguendus - (Pruimenviltmijt)
  - Eriophyes euphorbiae - (Wolfsmelkmijt)
  - Eriophyes exilis - (Lindenerfhoekmijt)
  - Eriophyes homophyllus - (Sleedoornnerfmijt)
  - Eriophyes inangulis - (Elzennerfhoekmijt)
  - Eriophyes kerneri - (Gentiaantopmijt)
  - Eriophyes laevis - (Elzenwratmijt)
  - Eriophyes leionotus - (Groene berkenbladmijt)
  - Eriophyes lissonotus - (Berkenbladnerfmijt)
  - Eriophyes mali - (Appelpokmijt)
  - Eriophyes prunispinosae - (Sleedoornmijt)
  - Eriophyes pteridis - (Varenmijt)
  - Eriophyes pyri - (Perenpokmijt)
  - Eriophyes rubicolens - (Bramenkussentjesmijt)
  - Eriophyes similis - (Pruimenrandjesmijt)
  - Eriophyes sorbi - (Lijsterbespokmijt)
  - Eriophyes tiliae - (Lindehoorntjesmijt)
- Genus: Phyllocoptes
  - Phyllocoptes abaenus - (Sleedoornbladmijt)
  - Phyllocoptes annulatus - (Wegedoornbladmijt)
  - Phyllocoptes eupadi - (Pruimenhoorntjesmijt)
  - Phyllocoptes goniothorax - (Meidoornviltmijt)
  - Phyllocoptes gracilis - (Bramenplooimijt)
  - Phyllocoptes malinus - (Appelbladmijt)
  - Phyllocoptes parvulus - (Zilverschoonviltmijt)
  - Phyllocoptes populi - (Populierenbladmijt)
  - Phyllocoptes sorbeus - (Lijsterbesviltmijt)
  - Phyllocoptes vaccinii - (Bosbesmijt)
- Genus: Phyllocoptruta
  - Phyllocoptruta coryli - (Hazelaarkatjesmijt)
- Genus: Stenacis
  - Stenacis euonymi - (Kardinaalsmutsmijt)
  - Stenacis triradiatus - (Wilgenbezemmijt)
- Genus: Tegonotus
  - Tegonotus heptacanthus
  - Tegonotus trouessarti
- Genus: Tegoprionus
  - Tegoprionus dentatus
- Genus: Vasates
  - Vasates quadripedes - (Witte esdoornmijt)